# Décennie 1360 en arts plastiques
Chronologie des arts plastiques
Années 1350 - Années 1360 - Années 1370

## Réalisations
- Vers 1360 :
  - enluminure de l'histoire de Saint Louis de Jean de Joinville[1].
  - en Cerdagne, Jaume et Pere Serra peignent le retable de Palau (La mare de Deu de la llet, type des Vierges de lait)[2].
- 1361 : retable du couvent du Saint-Sépulcre de Saragosse de Jaume Serra[3].
- Vers 1360-1363 : en Bulgarie, réalisation du psautier de Tomić[4].
- Vers 1362 : fresques de Santa Croce à Florence, d’Andrea Orcagna (le Triomphe de la Mort, le Jugement Dernier et l’Enfer)[1].
- 1367 : Niccolò Semitecolo peint les Scènes de la vie de saint Sébastien, quatre panneaux conservés à la sacristie de la cathédrale de Padoue[5].

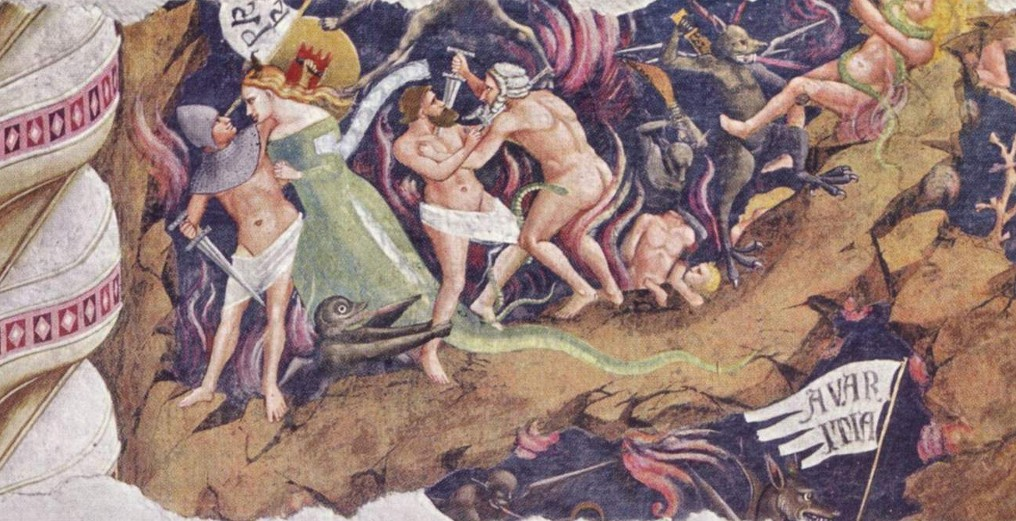
Le Triomphe de la Mort, détail d'une fresque d’Andrea Orcagna à la basilique Santa Croce de Florence.
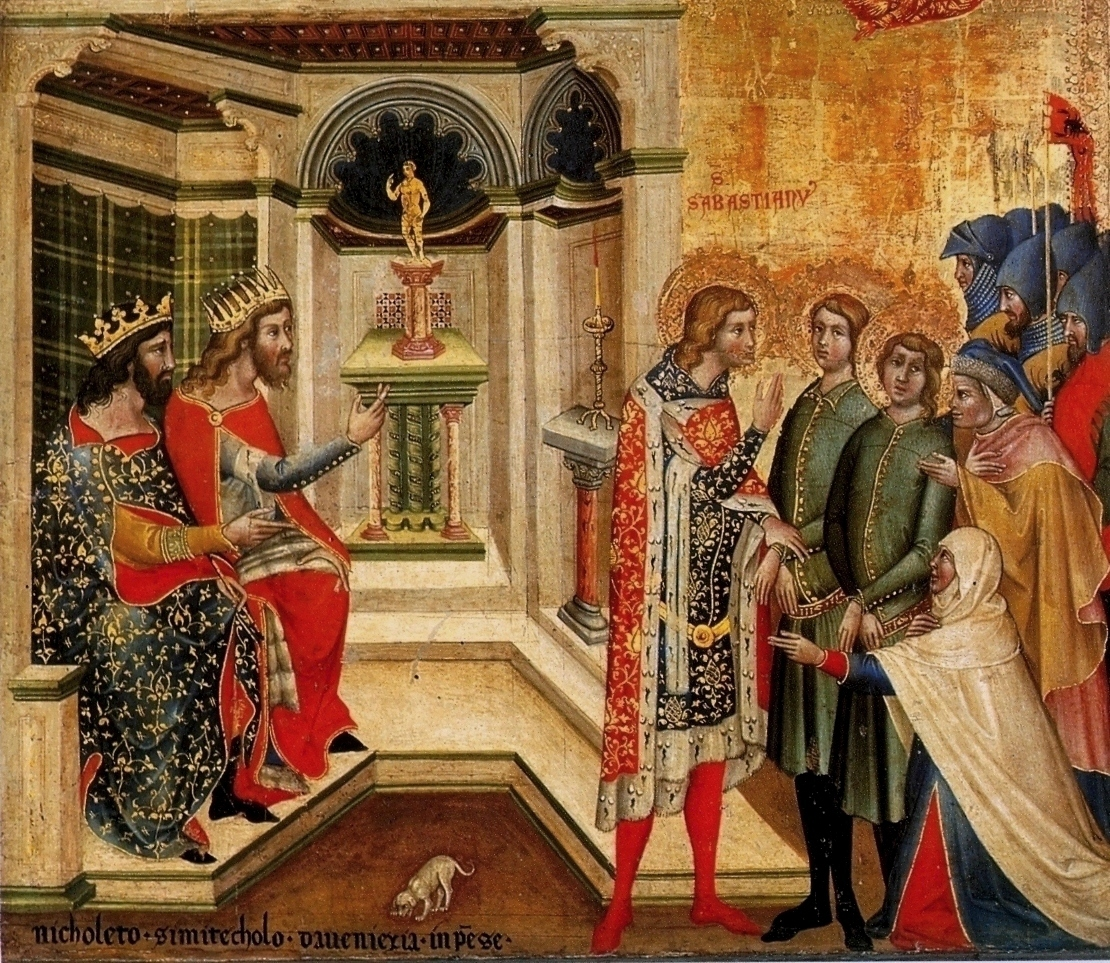
Deux chrétiens devant les Juges, sacristie de la cathédrale de Padoue
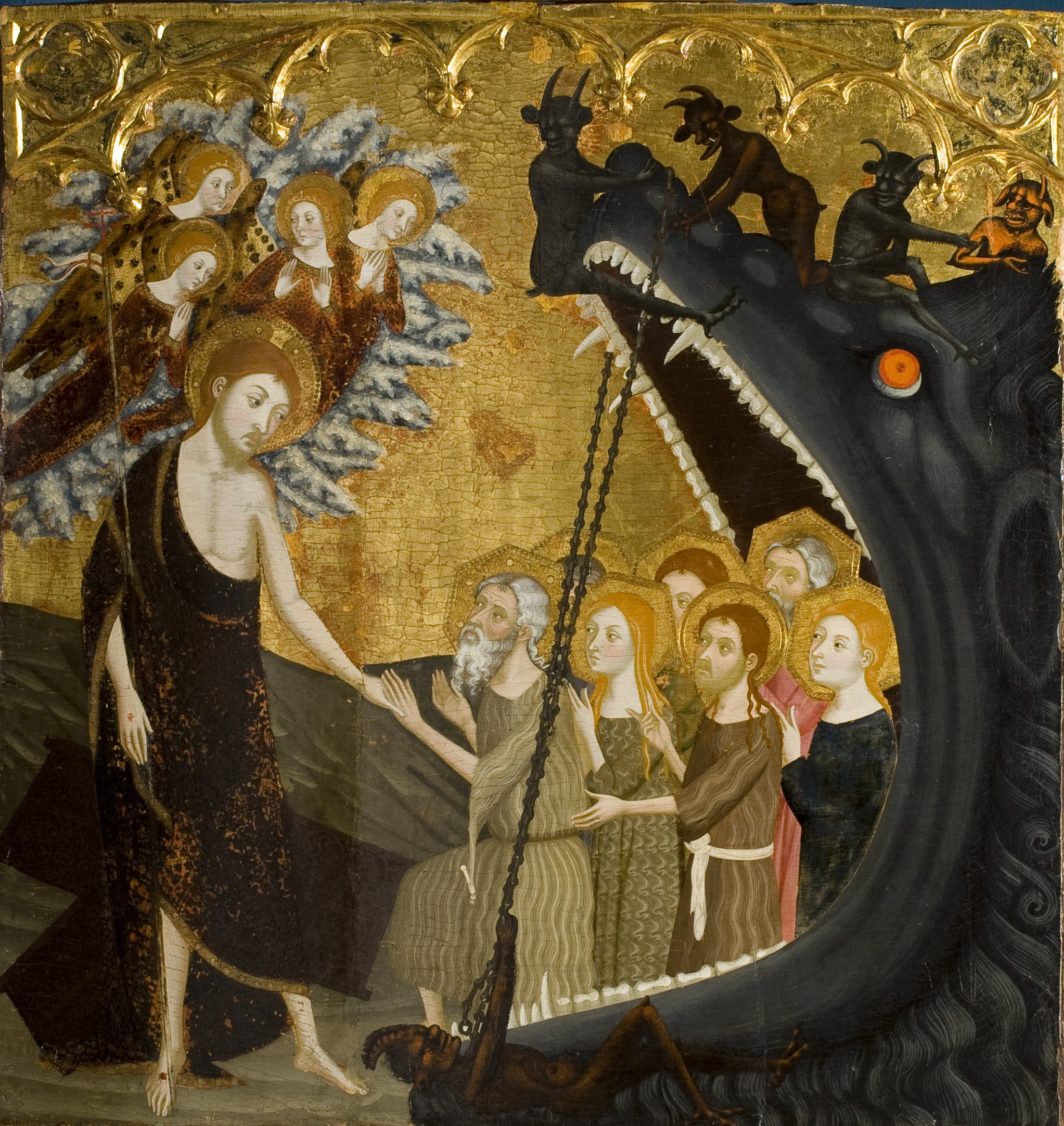
Descente aux Enfers, de Jaume Serra.

## Naissances
- Vers 1360 : Cennino Cennini, peintre et écrivain italien.
- Vers 1360-1370 :
  - Andreï Roublev, peintre d'icônes russe.
  - Daniil Tcherny, peintre d'icônes russe.
- 1362 : Wang Fu, peintre chinois.
- 1363 : Taddeo di Bartolo, peintre italien de l'école siennoise.
- 1366 ou 1869 : Bartolomeo di Fruosino, peintre italien de l'école  florentine.
- Vers 1366 : Hubert van Eyck, peintre belge de l'école des primitifs flamands.
- Vers 1368 : Niccolò di Pietro Gerini, peintre italien de l'école  florentine.

## Décès
- Vers 1360 : Zhao Yong, peintre chinois.
- 1361 : Vitale da Bologna, peintre italien.
- Après 1362: Giovanni Baronzio, peintre italien de l'école de Rimini.
- 1364 : Tang Di, peintre chinois.
- 1365 :
  - Giovanni da Ponte, peintre italien de l'école florentine.
  - Zhu Derun, peintre chinois.
- 1366 : Taddeo Gaddi, peintre et mosaïste italien de l'école florentine.
- 1368 :
  - Andrea Orcagna, peintre, sculpteur, orfèvre, mosaïste et architecte florentin.
  - Matteo Giovannetti, peintre italien.
- 1369 : Francesco Talenti, sculpteur et architecte italien.
- Après 1369 : Giottino, peintre italien.